# Độ dốc thủy lực
Độ dốc thủy lực là đại lượng vật lý đặc trưng cho mức độ giảm sút năng lượng của dòng chảy dọc theo lòng dẫn, và được xác định bởi tỉ số giữa chênh lệch năng lượng dòng chảy ở hai đầu đoạn lòng dẫn và chiều dài đoạn lòng dẫn đó.
Các lòng dẫn có độ nhám lớn, hoặc nhiều thay đổi về mặt cắt thì càng tiêu hao năng lượng dòng chảy và do đó có độ dốc thủy lực lớn.

## Công thức
{\displaystyle J=-{dE \over dl}}
trong đó:
- J là độ dốc thủy lực
- dE = E2 - E1 là chênh lệch năng lượng của dòng chảy (tính theo chiều cao cột nước) giữa hai mặt cắt (mặt cắt cuối, số 2 và mặt cắt đầu, số 1).
- {\displaystyle dl} là chiều dài đoạn lòng dẫn giữa hai mặt cắt 1 và 2.

Dấu trừ được đưa vào để đảm bảo J có giá trị dương do dE < 0 (năng lượng dòng chảy luôn bị tiêu hao).
E và {\displaystyle l} được tính theo cùng đơn vị và J là đại lượng không thứ nguyên.